# 시니스터 식스
시니스터 식스(Sinister Six)는 《스파이더맨》 등 마블 코믹스 작품에 등장하는 슈퍼빌런 조직이다. 1964년 어메이징 스파이더맨 애뉴얼 1화에 첫 등장하였다. 스파이더맨을 물리치겠다는 일념으로 닥터 옥토퍼스가 일렉트로, 크레이븐, 미스테리오, 벌처, 샌드맨과 접촉해 팀을 만들었다.
이후 멤버가 계속 바뀌어가면서도 스파이더맨을 물리치기 위해 지속적으로 활동한다.